# 栗田翠
栗田 翠（くりた みどり、1932年5月17日 - ）は日本の教育者・政治家であり、元衆議院議員（日本共産党公認、3期）、日本共産党中央委員会委員、同名誉幹部会顧問等を務め、新日本婦人の会に所属する人物である。

## 来歴
東京都出身。静岡大学文理学部卒業。公立中学校の教師を経て、静岡県高教組書記や共産党県副委員長などを歴任した後、1972年の衆院選で静岡1区から出馬し初当選。その後衆議院議員を3期務めた。

## 政歴
1972年、第33回衆議院議員総選挙 静岡1区 -当選。1976年、第34回衆議院議員総選挙 静岡1区 - 落選。1979年、第35回衆議院議員総選挙 静岡1区 - 当選。1980年、第36回衆議院議員総選挙 静岡1区 - 当選。1983年、第37回衆議院議員総選挙 静岡1区 - 落選。1986年、第38回衆議院議員総選挙 静岡1区 - 落選。1990年、第39回衆議院議員総選挙 静岡1区 -  落選。1993年 第40回衆議院議員総選挙 静岡1区 - 落選。